# Єврейський квартал (Єрусалим)
Єврейський квартал (івр. הרובע היהודי, Га-Рова Га-Єгуді, араб. حارة اليهود, Харат аль-Ягуд) — один з чотирьох кварталів Старого міста Єрусалима. Розташований у південно-східній частині Старого міста, на заході межує з Вірменським кварталом, на півночі — з Мусульманським кварталом, на сході — із Храмовою горою. Квартал розпочинається із Сіонських воріт на півдні, проходить вздовж Кардо до вулиці Шальшелет (Ланцюг) на півночі і до Західного муру на сході. Безпосередньо в квартал ведуть Сміттєві ворота.
На початку XX ст. в кварталі проживало 19 000 осіб. На сьогоднішній день в кварталі проживає приблизно 2000 осіб. Також в кварталі розташовано багато єшив та синагог, найвідомішою з яких є синагога «Хурва», яка неодноразово зазнавала руйнувань і була заново відкрита у 2010 році.
Під час битви за Єрусалим у 1948 році квартал був повністю зруйнований арабськими військами. Руїни кварталу перебували під контролем Йорданії до кінця Шестиденної війни у 1967 році, коли Східний Єрусалим був відвойований ізраїльською армією і з того часу частина кварталу була відбудована.

## Пам'ятки та установи Єврейського кварталу

### Археологічні
- Південний мур — фрагмент міського муру VIII ст. н. е.
- Кардо — стародавня візантійська вулиця
- Ізраїльські башти
- Церква га-Неа — рештки церкви Марії, що існувала між 6-10 ст.
- Широкий мур — залишки укріплень VIII ст до н.е. Північна межа Єрусалиму часів Першого Храму
- Згорілий будинок — рештки єрусалимського будиноку, зруйнованого пожежею у 70 році під час Юдейської війни

### Ринки
- Ринок Кардо
- Площа Хурва

### Синагоги
- Західний мур — рештки муру Другого Храму, місце паломництва юдеїв з усього світу
- Чотири сефардські синагоги
- Синагога Бейт-Ель
- Синагога Тиферет-Ісраель
- Синагога «Хурва» — найбільша синагога Єврейського кварталу
- Синагога РАМБАНа — найдавніша равіністична синагога в Єврейському кварталі
- Караїмська синагога
- Синагога АРІ
- Синагога Ор га-Хаїм

### Єшиви
- Га-Еш га-Тора (Вогонь Тори)
- Порат-Йосеф
- Єшиват га-Котель (Єшива Західного муру)

### Мечеті
- Мечеть Сідна Омар (закинута)

### Інше
- Інститут Храму

## Галерея

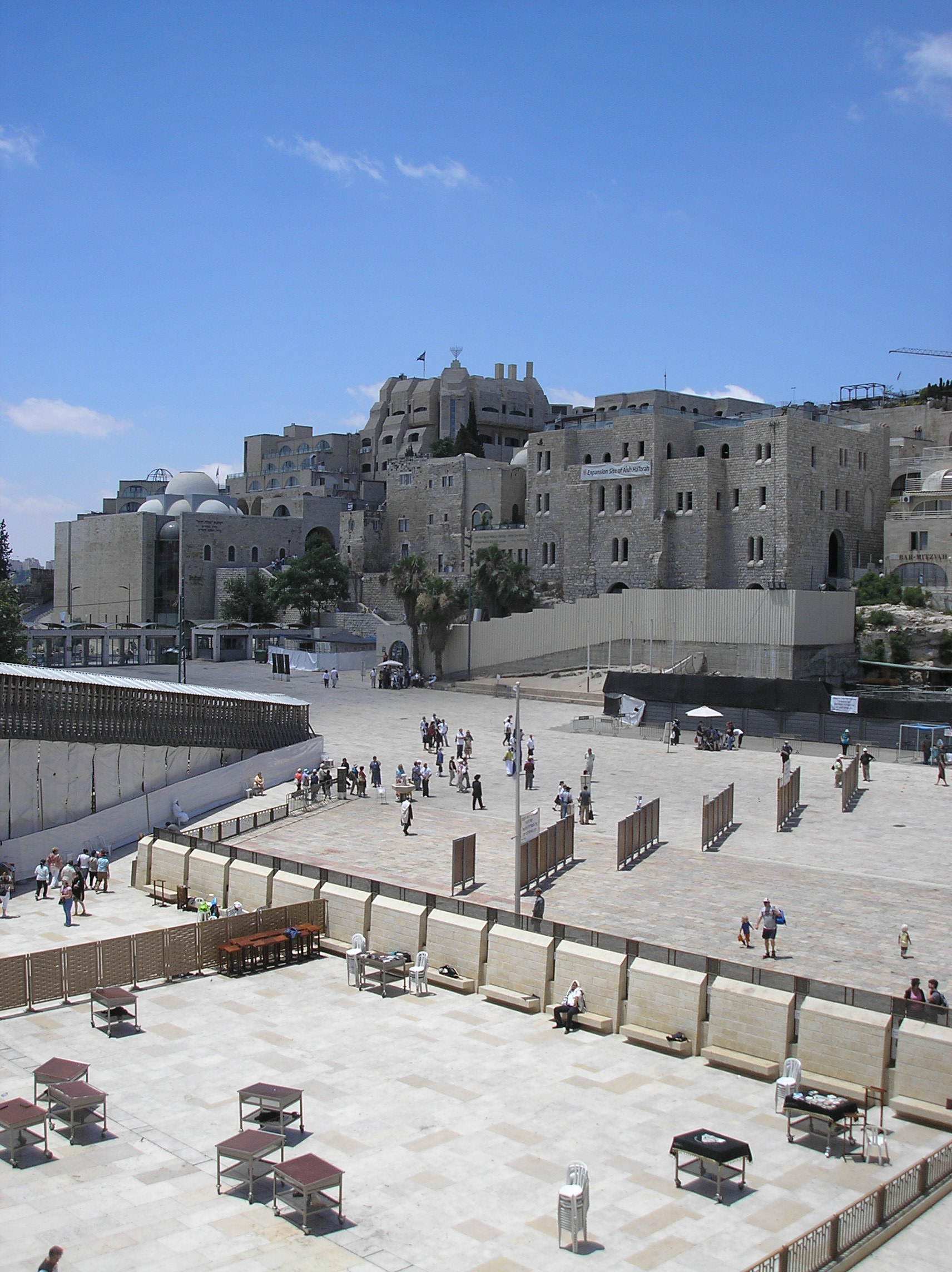
Площа Стіни плачу
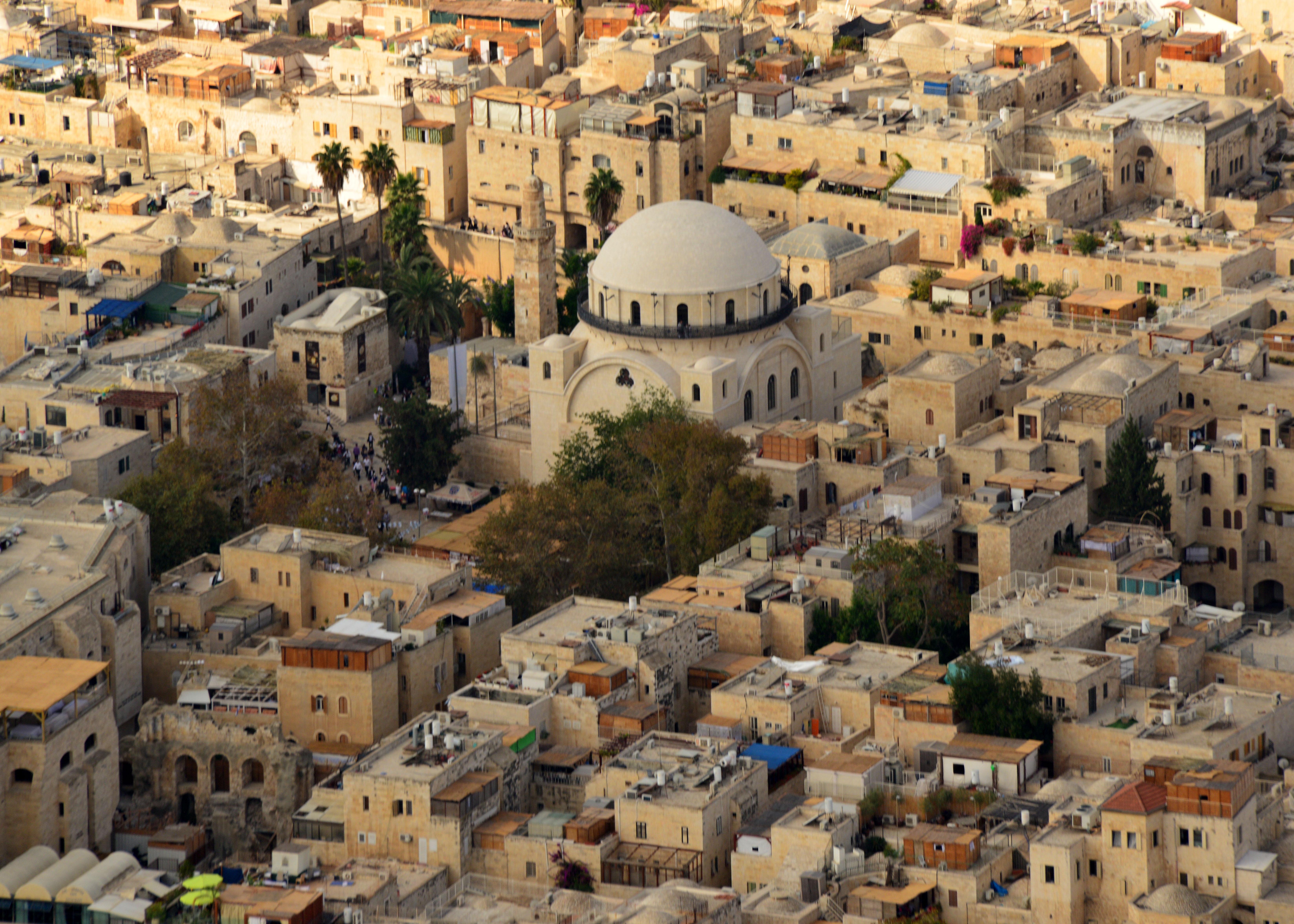
Синагога Хурва
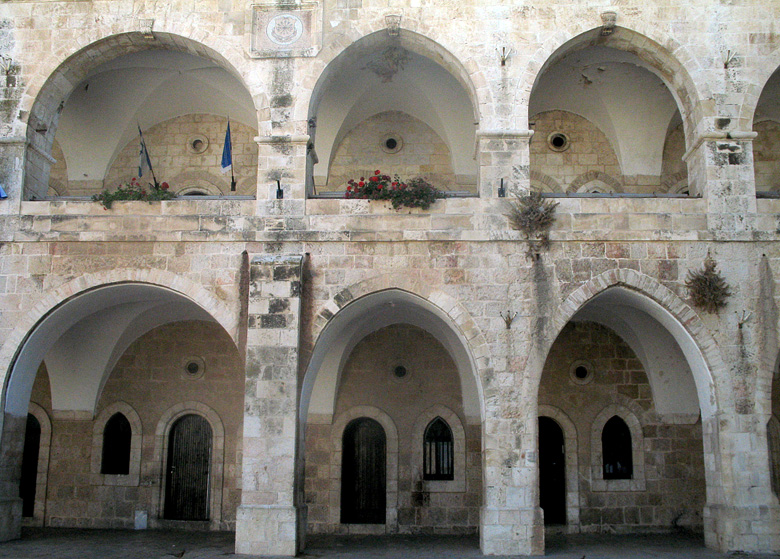
Комплекс Батей Махасе, побудований у 1857 році
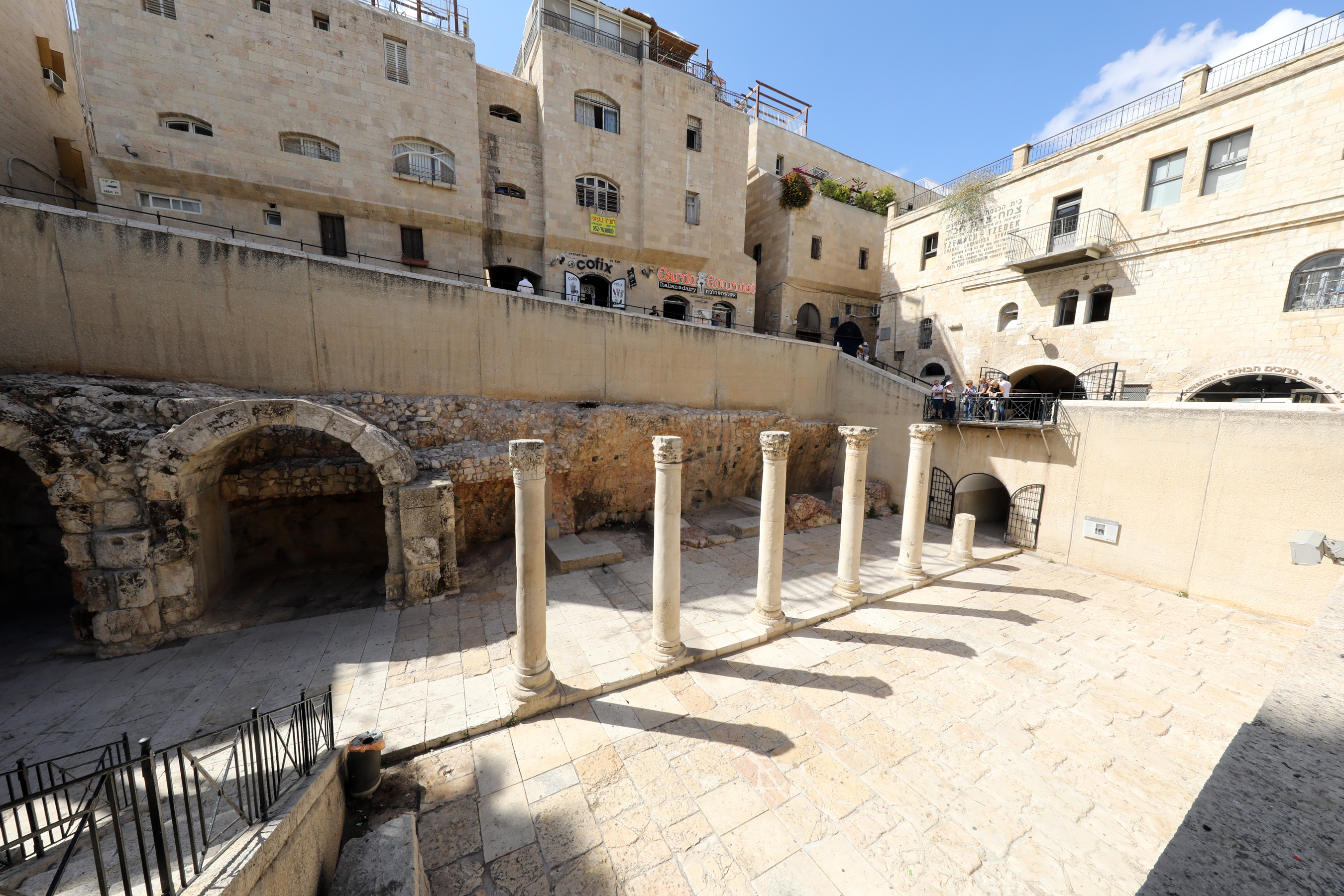
Кардо
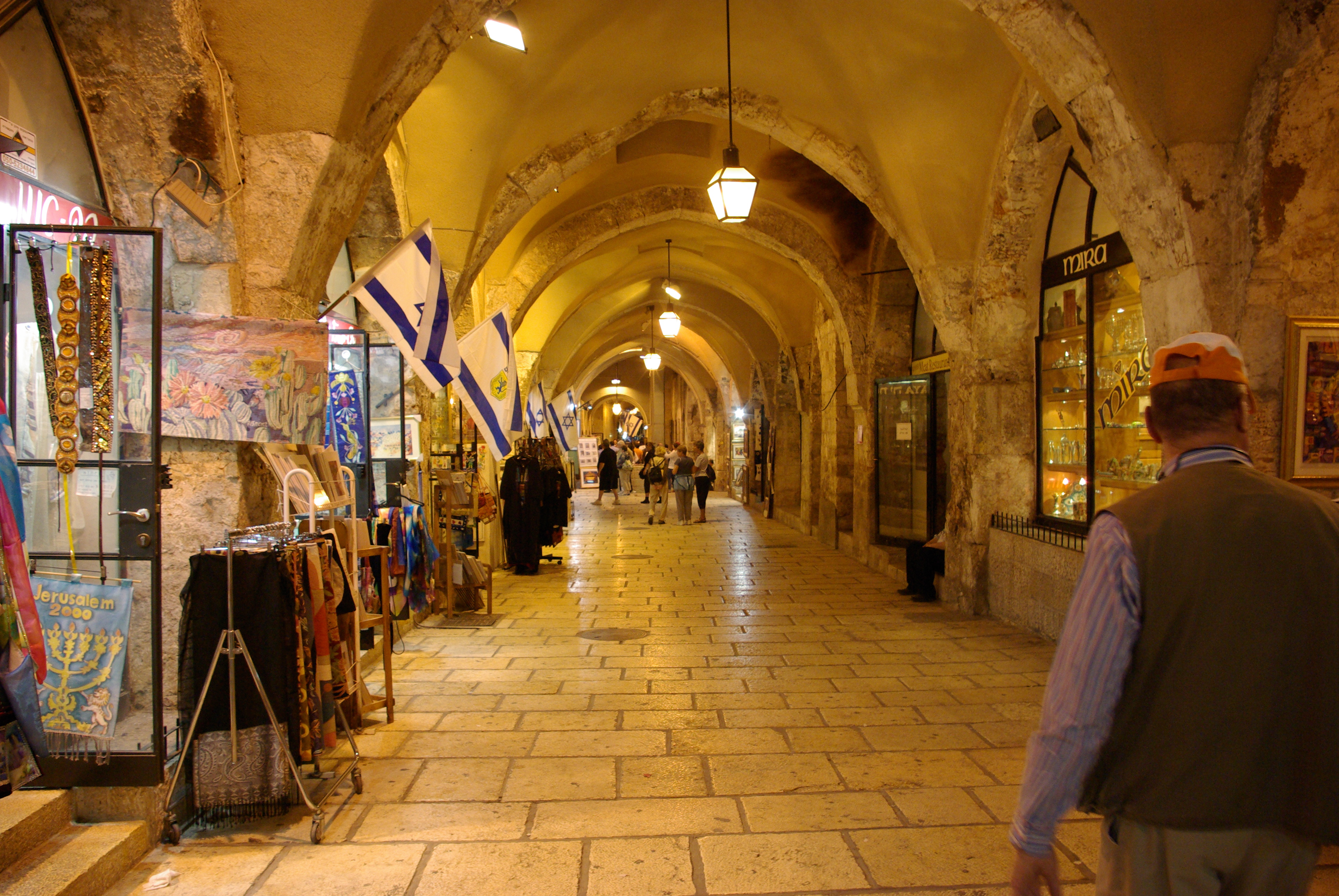
Крита частина Кардо
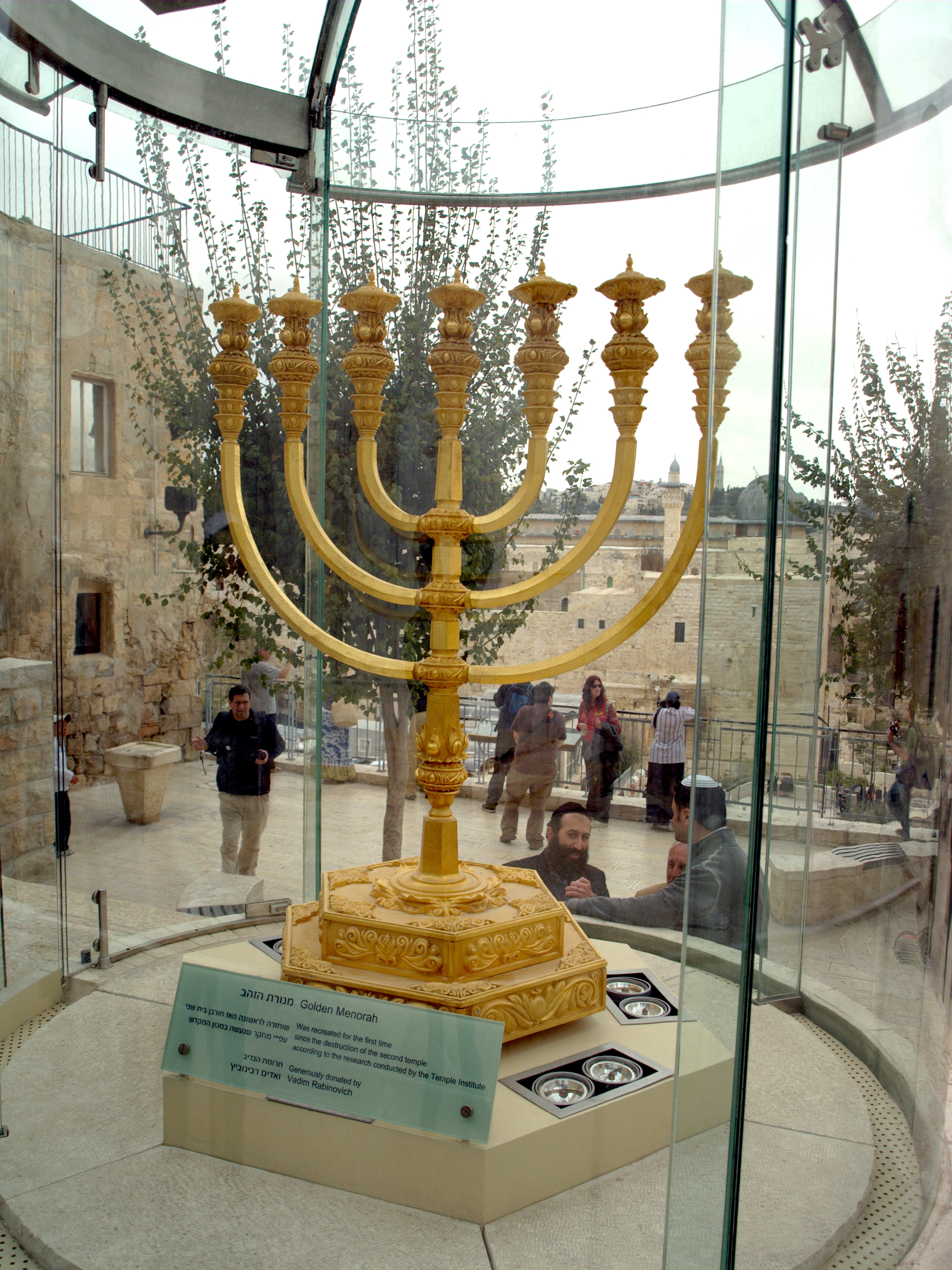
Золота менора в Інституті Храму
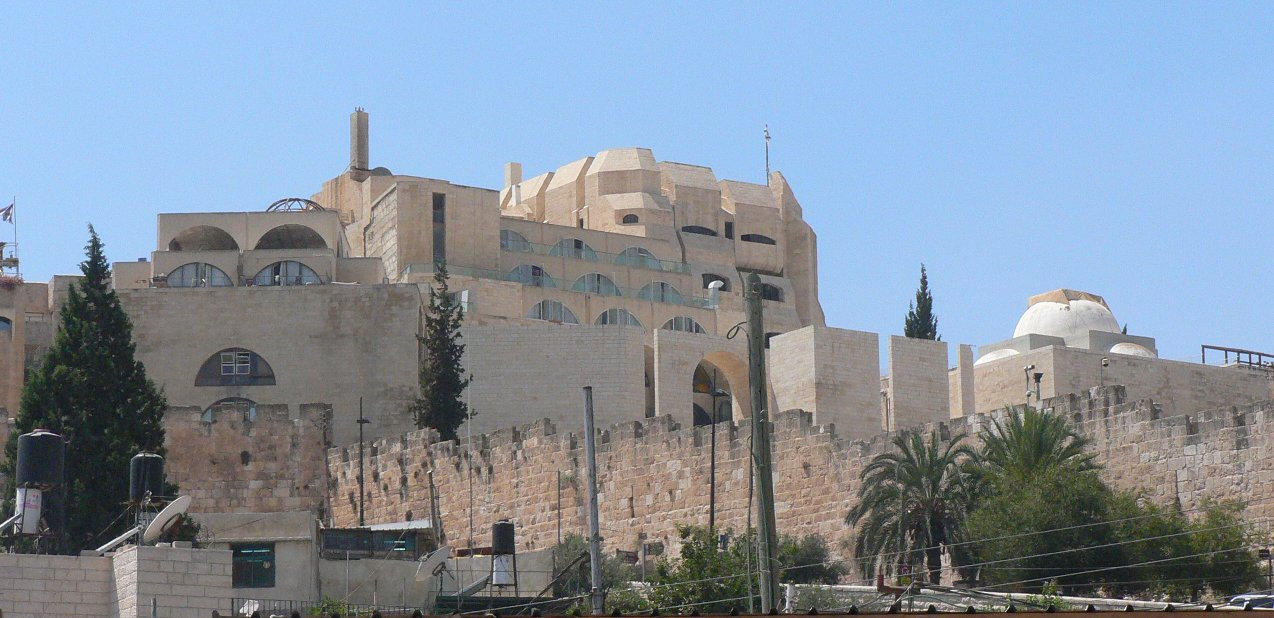
Єшива Західного муру
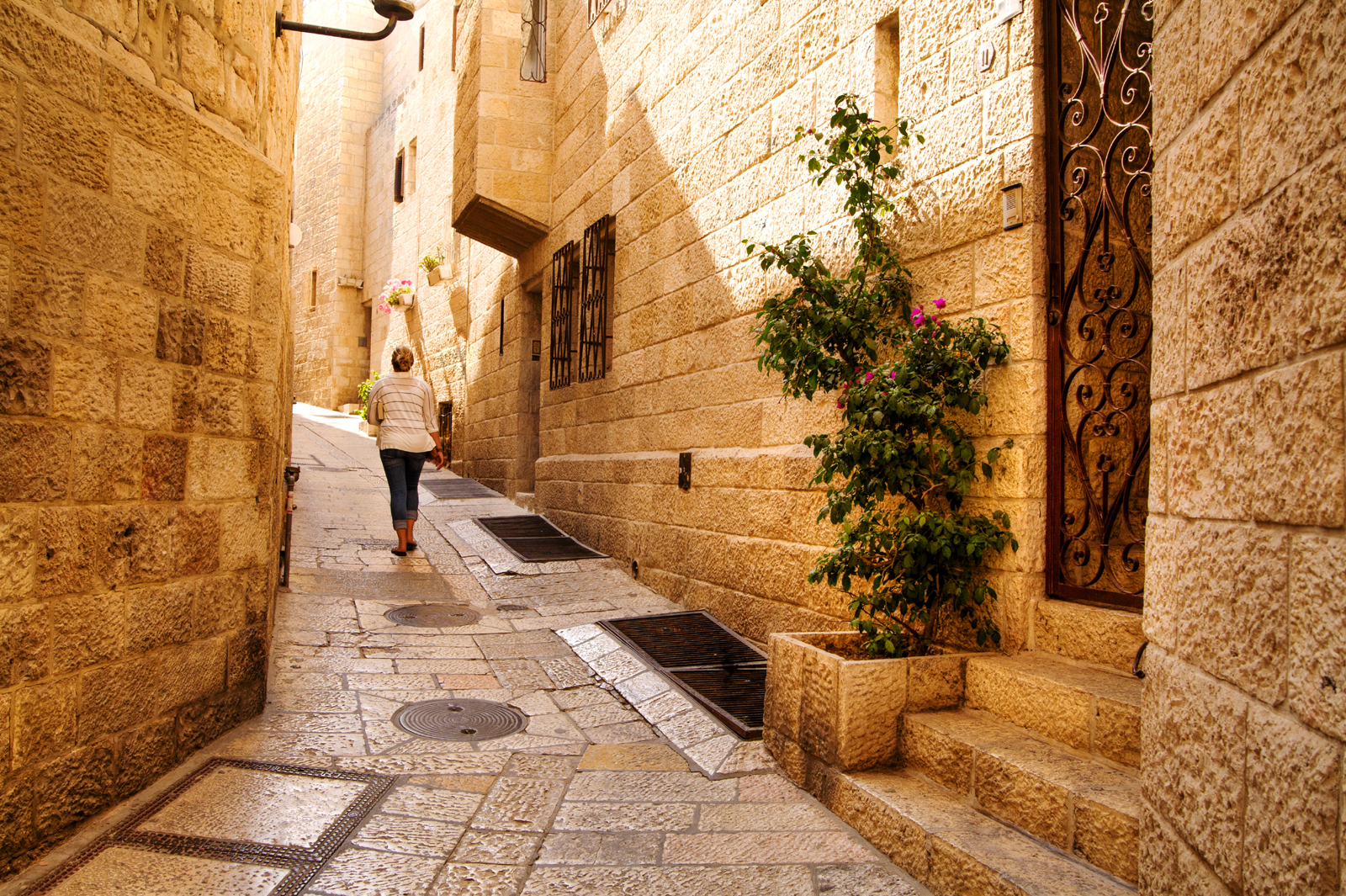
Вулиця Єврейського кварталу

## Розташування
Помилка скрипту: Функції «with columns» не існує.